# Andròmeda IX
Andromeda IX (And 9, PGC 4689222) és un satèl·lit nan esferoïdal de la galàxia d'Andròmeda. Va ser descobert el 2004 mitjançant una fotometria estel·lar resolta a partir de l'Sloan Digital Sky Survey (SDSS), de Zucker et al. (2004). En el moment del seu descobriment, era la galàxia amb la brillantor superficial més baixa coneguda, ΣV ≃ 26.8mags arcsec−2 i la galàxia més feble coneguda per la seva brillantor absoluta intrínseca.
Es va trobar a partir de les dades adquirides dins d'un escaneig SDSS al llarg de l'eix principal de l'M31, el 5 d'octubre de 2002. La seva distància es calculava gairebé exactament la mateixa que la de l'M31 per McConnacrchie et al. (2005).